# Villa de Mazo
Villa de Mazo est une commune de la province de Santa Cruz de Tenerife dans la communauté autonome des Îles Canaries en Espagne. Elle est située au sud-est de l'île de La Palma.

## Géographie

### Localisation

Localisation de l'île de La Palma dans les Îles Canaries.
Localisation de Villa de Mazo dans l'île de La Palma.

|         | Breña Baja               |                  |
| El Paso | Villa de Mazo            | Océan Atlantique |
|         | Fuencaliente de la Palma |                  |

### Villages de la commune
- El Pueblo (582)
- Monte de Breña (504)
- Monte de Luna (391)
- Lodero (421)
- Tigalate (333)
- La Rosa (371)
- Callejones (344)
- La Sabina (275)
- Malpaises (Abajo) (318)
- Tiguerorte (264)
- Lomo Oscuro (279)
- Monte de Pueblo (222)
- Malpaises (Arriba) (157)
- San Simón (166)
- Monte (141)
- Poleal (112)

Entre parenthèses figure le nombre d'habitants de chaque village en 2007.

## Démographie
| Année | Population | Densité |
| ----- | ---------- | ------- |
| 1991  | 3.103      | 43,60   |
| 1996  | 3.631      | 51,01   |
| 2001  | 4.238      | 59,55   |
| 2002  | 4.248      | 59,69   |
| 2003  | 4.487      | 63,05   |
| 2004  | 4.745      | 66,67   |
| 2005  | 4.591      | 64,50   |
| 2006  | 4.889      | 68.69   |
| 2009  | 4.802      | 67.47   |